# RealMusic
RealMusic（リアルミュージック）は、RealNetworksが2006年5月31日よりサービスを開始した定額会費制の音楽配信サービス。
アメリカではRhapsodyとして同様のサイトが運営されている。

## 音楽配信
月額788円を支払うだけで自宅のPCがジュークボックス代わりに。ソニー・ミュージック、ポニーキャニオン、ヤマハ、テイチク、徳間ジャパン、ワーナーミュージック、アミューズ、ビデオアーツ・ミュージックから発売されている新譜、カタログ楽曲を楽しむことができるが、スキップ、一時停止などの機能は付いていない。あくまで有料のラジオ番組という形態をとっている。邦楽、洋楽、クラシック、ジャズ等、約180番組で、特にジャズ、ボサノヴァ、クラシック、歌謡曲などが充実しているため、大人向けのサービスとなっている。季節やその日の気分などに合うジャンルレスな番組も充実しているため、泣きたい時、癒されたい時、その日の気分で楽しむことが出来る。